# Jürg Spiller
Jürg Spiller (* 8. Juni 1913 in Basel; † 15. Oktober 1974 in Erlach, heimatberechtigt in Basel und Elgg) war ein Schweizer Maler, Kunsthistoriker, Bibliothekar, Sammler und Autor.

## Leben und Werk
Jürg Spiller besuchte von 1933 bis 1934 die Textilfachschulen in Basel und Lyon und studierte zeitgleich Kunstgeschichte in Lyon, später in London, Basel und München. Von 1935 bis 1938 studierte er am Courtauld Institute of Art und am University College in London sowie von 1938 bis 1941 an der Universität Basel. Zudem besuchte Spiller Vorlesungen an der Allgemeine Gewerbeschule Basel bei Georg Schmidt.
Spiller war von 1938 bis 1941 als Bibliothekar des Basler Kunstvereins tätig und schrieb für Zeitungen. Ab 1940 beschäftigte er sich als Herausgeber mit Paul Klees pädagogischem und schriftlichem Nachlass. 1946 vereinbarte er mit dessen Frau Lily Klee die Herausgabe von Klees pädagogischem Nachlass. Dieser erschien 1956 im Buch Das bildnerische Denken beim Schwabe Verlag in Basel. Von 1949 bis 1950 studierte Spiller an der Universität München und lernte Fritz Winter kennen. Ab 1957 war er Gastdozent an der Werkakademie Kassel.
Der Kontakt zur Gruppe 33 kam durch Walter Johannes Moeschlin zustande. Dieser lud Spiller als Gast ein, an der ersten Jubiläumsausstellung der Gruppe 33 teilzunehmen. Spiller setzte sich mit der Abstraction-Création auseinander und war ab 1942 Mitglied der Allianz. Ab den 1960er-Jahren beschäftigte er sich mit der Farbenlehre von Klee und begann zum Thema «Farbe und Raum» abstrakte Farbenklecksbilder zu malen. Er unternahm u. a. Studienreisen nach Persien, Türkei, Marokko, Guatemala und Mexiko. Die aztekische Kultur zog ihn besonders an.
Ab 1965 zog sich Spiller immer mehr aus dem öffentlichen Leben zurück und malte, trotz einer fortschreitenden Augenkrankheit, täglich mehrere Stunden. Er sammelte als Kunstliebhaber Gemälde, Möbel, Uhren, Fayencen und moderne Kunst. Diese Sammlung brachte er zusammen mit seinen eigenen Werken in die Spiller-Stiftung in Erlach ein, wo er lebte und arbeitete.

## Schriften als Herausgeber
- Paul Klees pädagogischer Nachlass
  - Das bildnerische Denken, Band 1, Schwabe Verlag, Basel 1956
  - Unendliche Naturgeschichte, Band 2, Schwabe Verlag, Basel 1970